# Иванов, Вячеслав Михайлович
Вячесла́в Миха́йлович Ивано́в (1981 год — 2 сентября 2015 года, Уандой-Сур (6160 м), Перу) — альпинист, мастер спорта (по альпинизму), трёхкратный чемпион России по альпинизму, обладатель «Золотого ледоруба России» 2013 за восхождение на Кусум Кангуру в двойке с Александром Ручкиным.

## Биография
Родился в 1981 году.

### Альпинизм
Вячеслав Михайлович Иванов — мастер спорта по альпинизму, трёхкратный чемпион России по альпинизму.

Номинант 2008 года на Золотой ледоруб России за восхождение на Пик Маршала Жукова (5241 м) в составе команды из Санкт-Петербурга; руководитель — Чибиток Г. В.

Он — обладатель «Золотого ледоруба России» 2013 за восхождение на Кусум Кангуру.

### Гибель
По информации от местных гидов, которые помогали обеспечивать подход под маршрут горы Уандой-Сур (Huandoy Sur, 6160 м), тела питерских альпинистов Александра Ручкина и Вячеслава Иванова были найдены на высоте 5300.
Предположительно, альпинисты упали, попав под камнепад в начале спуска от места последней ночёвки 27 августа.